# 排尿
排尿（urination）是人類和动物从膀胱将尿自尿道排出体外的过程。健康人类的排尿过程可以自主控制。婴儿、部分年长人类及神经受损者不能控制排尿，非自主反射便能导致排尿。在动物界的其他动物中，排尿可以作划分领地或表示顺从之用。从生理学上讲，排尿涉及中枢、自主和躯体神经系统之间的协调。调节排尿的大脑中枢包括脑桥排尿中心、导水管周围灰质和大脑皮层。男性尿液通过阴茎排出，女性尿液通过开放的尿道口排出。

## 解剖与生理学

### 膀胱与尿道的解剖
参与排尿的主要器官是膀胱和尿道。膀胱的平滑肌，称为逼尿肌，由来自腰椎脊髓的交感神经系统纤维和来自骶骨脊髓的副交感神经纤维支配。骨盆神经中的纤维构成排尿反射的主要传入支（英语：afferent limb）；构成兴奋性传出支（英语：efferent limb）的膀胱副交感神经纤维也处在这些神经中。尿道的一部分被男性或女性的尿道外括约肌包围，该括约肌受躯体阴部神经（originating in the cord）支配，位于称为Onuf核的区域。 
平滑肌束分布在尿道的两侧，这些纤维有时被称为尿道内括约肌，尽管它们并不环绕尿道。继续沿着尿道找可以找到骨骼肌括约肌，即尿道外括约肌（英语：external urethral sphincter，也称sphincter of the membranous urethra）。 膀胱的上皮细胞被称为移行上皮细胞，它包含表层的圆顶状细胞和排空时下面的多层复层立方上皮细胞。 当膀胱完全扩张时，表层细胞变成鳞状（扁平）并且立方细胞的分层减少以提供横向拉伸。

## 排尿
人类女性与男性使用不同的方式来排尿，这是人类两性的尿道开口的构造不同所致。
人类以外的动物与人类的排尿方式不相同。

### 人类女性

女性排尿過程

女性的尿道开口在阴唇内，并非像男性一样离身体有一段距离，而且尿道的方向向下。如果采用站立式排尿，阴唇很容易打乱尿流，使其不再集中而是向各个方向飞溅，这将使尿液弄脏衣物和身体，即使不是这样，尿流的自然流向也是向下，通常会指向被褪下的衣物。因而女性通常采用坐式排尿或是蹲式排尿，这将使尿流向前下方流去。
使用站立式排尿的女性非常罕见，但事实上并不难掌握。她们需要稍微将腰和膝盖弯曲，将腿张开，使用手指打开阴唇及控制尿流的角度，这样尿流将迅速而集中地流出。
在衛生層面，女性小便後尿液會殘留在陰毛上。因此，女性小便後必須利用衛生紙將陰毛上的尿液擦拭以防止病菌滋生。
另外，有女士亦指出陰毛完全脫去後會出現尿流失控的情況，尿柱不再集中而是向各個方向飛濺，甚至是沿著陰唇流到大腿內側。因此，女性進行脫毛時必須考慮如廁小便的問題。

### 人类男性
由于男性排尿器官——阴茎具有易于弯曲和突起于身体的特点，控制尿流将是一件容易的事情。这使站立式排尿非常易于实行。事实上，大多数男性都采用站立式排尿。如果包皮没有被切除，男性通常会在排尿时将包皮翻开，如果没有翻开包皮，尿流将不再笔直而是变得更加粗而缓慢，且残余的尿液容易滴落。如果包皮被切除或翻开，尿流则会笔直而集中，并且具有与它离开尿道相同的速度。当一名男性完成排尿时，他通常会抖动或者是轻轻挤压他的阴茎以排出剩下的尿液。
男性通常在排尿时不需要解开裤子腰带。因为男性的裤子上通常在前门襟安装纽扣或拉链，这使男性只需要解开裤子前门襟的纽扣或拉链便可以排尿，也有男性直接拉下裤子腰带排尿。没有拉链的男裤则通常有弹性腰带，使得男性可以将裤子前方稍微拉下便能排尿。
有的男性也会以坐式或蹲式排尿，如果不是排便将同时进行时的话，这些男性通常属于阴茎畸形或受伤而不能以站立式排尿者或是意图不弄脏坐便器者。

一个未切割包皮的男性翻开包皮后排尿

### 人类以外的动物
动物们排尿的目的与人几乎相同，但很多动物用尿的特殊气味来标明领土或识别道路。
雌雄哺乳动物的排尿方式通常也有较大差异，这是因为雌性哺乳动物没有阴茎。通常对四条腿的哺乳动物而言，雌性将后腿下蹲而排尿，而雄性则抬起一条后腿而排尿。

### 伤后排尿
如果一名女性的性器受伤，则医生通常会在她们的尿道中插入导尿管，或者直接在她们的身体上开启一个新的尿道开口。如果一名男性的阴茎被完全切除，则使用女性的排尿方式对他将是更好的选择。

## 病症

### 膀胱害羞症（尿羞症）
膀胱害羞症又称害羞膀胱综合症、境遇性排尿障碍、尿羞症、公厕恐惧症等是一种社会恐慌症。患者在有他人在场的情形下，出现排尿困难或无法排尿的情况。